# ジャン＝ルイ・シュレッサー
ジャン＝ルイ・ポール・シュレッサー（Jean-Louis Paul Schlesser, 1948年9月12日 - ）は、フランス・ムルト＝エ＝モゼル県ナンシー出身のレーシングドライバー。
サーキットとオフロードの双方で、しかもそれぞれ複数回FIA世界タイトルを獲得した唯一の人物。2019年にFIA殿堂入りを果たした。

## 経歴

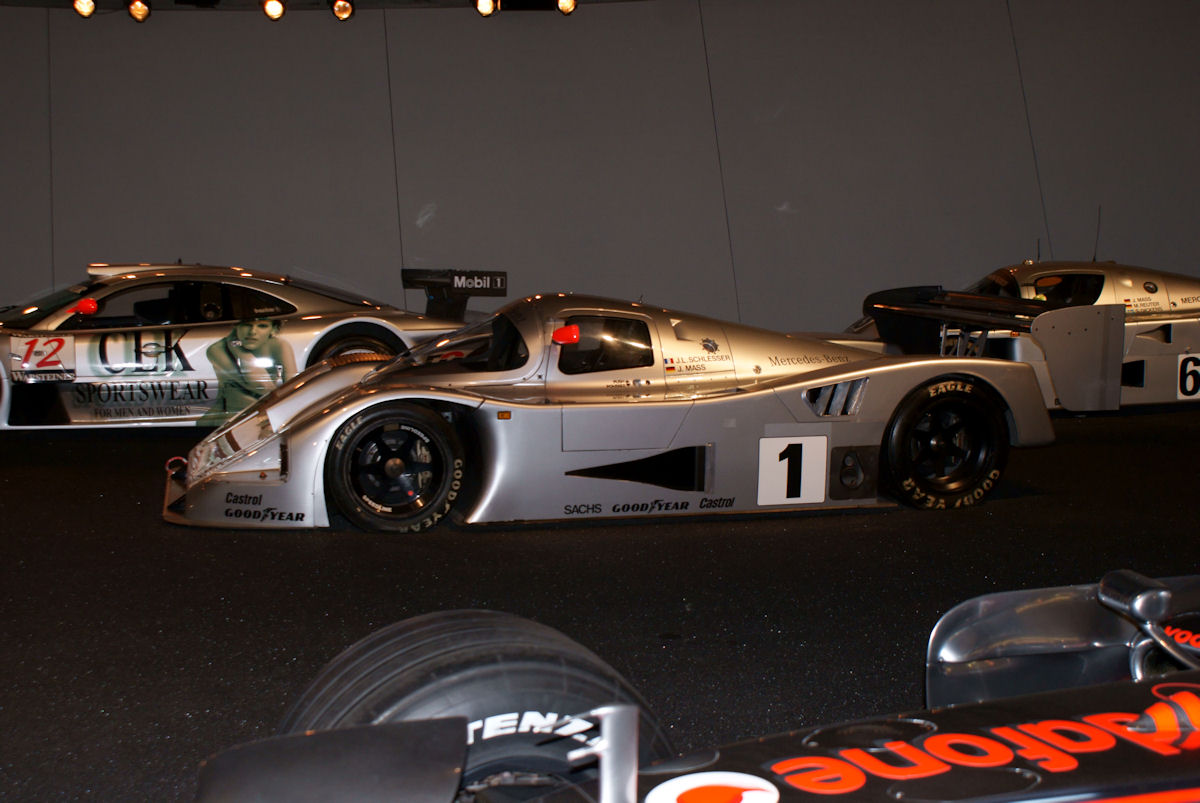
1990年に世界耐久王者となった時のメルセデス・ベンツ・C11

父は農業技術者で、幼少期は父の仕事に従ってモロッコで暮らした。叔父のジョー・シュレッサーの影響で自動車レースに興味を持つようになった。レーシングドライバーになるためにフランスへ帰国した後、兵役で冶金や合金、溶接の技術を身に着けた。
ル・マンで若手の才能を発掘するために開催されていた競技会「ヴォラント・シェル」で2位を獲得してから、レーシングドライバーとしてのキャリアが始まった。フォーミュラ・ルノーに参戦したかったものの慢性的な資金不足だったシュレッサーは、車両を時々借りて、テストドライバーとしての仕事をこなしながら経験を積んだ。ひょんなことからドイツのチームからトヨタエンジンを搭載したシェブロンB38を借りることができ、スポット参戦したフランスF3選手権のポール・リカール戦でポールポジションを獲得した。これで速さを見出され、継続的な支援を取り付けたシュレッサーは、1976年に本格的にフランスF3選手権に参戦。78年にアラン・プロストと同点でチャンピオンを獲得。その後もF3や国内外ツーリングカー（スパ・フランコルシャン24時間レースなど）に参戦した。
1981年にはジャン・ロンドーのチームからル・マン24時間レースに初参戦し、いきなり総合2位（GTP3.0クラス1位）を獲得したが、僚機を駆る同じ名前のジャン＝ルイ・ラフォスの凄惨な死亡事故が起きたため喜びは少なかったという。以降もグループCのポルシェ・956でたびたびル・マンに参戦した。
1982年に欧州F2選手権へステップアップし、同年末にウィリアムズF1のテストドライバーとなった。シュレッサーはこの仕事を好んでおり、熱心でユーモアもあったことからウィリアムズのスタッフ内での評判は良かったという。
1983年にF1のノンタイトル戦のブランズハッチ戦にてRAMから出走し13台中6位フィニッシュ。1週間後に地元で開催されたF1フランスGPに公式戦にRAMからスポット参戦したが、最下位での予選落ちとなった。
1984〜1985年にTWRのローバー・SD1をドライブしてフランスプロダクションカー選手権のタイトルを連覇した。1985年はデイトナ24時間にもポルシェ・935で参戦した。
1986年は英国サルーンカー選手権（BTCCの前身）と、世界スポーツプロトタイプカー耐久選手権（WSPC）の両方で、TWRのジャガーをドライブした。
1987年は、この年のみ開催されたグループA規定の世界ツーリングカー選手権（WTC）にアルファロメオで参戦した。またスポーツカーではこの年以降ザウバー・メルセデスに所属した。
1988年イタリアGPはナイジェル・マンセルの代役でウィリアムズでの念願のエントリーを果たすが、決勝でアイルトン・セナとの接触によりリタイアした（後述）。
1989年・1990年はザウバー・メルセデスで圧倒的な速さを見せ、WSPCのシリーズチャンピオンを連覇した。シュレッサーの駆るC11はル・マンで最高時速407km/hに達したという。
自然吸気エンジンの新グループC規定が導入された1991年は、C11の旧規定ゆえの不利と、新型C291の信頼性の低さに苦しめられ、総合7位に終わった。これを最後にサーキットレースの一線から退いた。ル・マンでの総合優勝だけは果たせなかった。

### シュレッサー・バギー
1984年にラーダのマシンでダカール・ラリーに初挑戦。1986年はARO（ルーマニアのオフロード車メーカー。2006年破産）をドライブした。1989年から継続的にダカールに参戦するようになった。1990年大会では、違法性を認識していながらエンジンブロックを交換して失格となる出来事があった。
1991年に一人乗りの独自開発の二輪駆動バギーカーを開発し、ダカールに投入。この時カラーリングはブルゴーニュ公爵をイメージしたもので、ポルシェのエンジンをメインに戦った。1992年のバハ・ポルトガルとファラオ・ラリーでシトロエンワークス勢を破って総合優勝を果たし、パリ24時間オフロードレースも制覇。サーキットからラリーレイドに活動の主軸を移すようになった。1995年にセアトの支援を受けるようになると、バギーは二人乗りに改良された。
1997年にダカールの運営によってメーカー系チームのプロトタイプ車両が禁止されて、二輪駆動車の規則が大幅に緩和されて1m近いサスペンションストローク量を得られるようになり、さらにルノーの支援も取り付けられるようになると飛躍を遂げて三菱自動車の最大のライバルとなった。1997年にユタ・クラインシュミットはシュレッサー・バギーをドライブして女性初のステージ優勝を飾り、三菱・日産のT2車両だけが占めるトップ10台の中で唯一5位に入った。1998年はダカールの独自規定を踏襲した上でFIAが安全のための規制変更をした結果、三菱がさらに改造範囲を狭められて差が縮まった。
こうした時代の追い風に助けられ、1999年〜2000年にシュレッサーは二輪駆動車として初めてダカール・ラリーで総合優勝を果たし、連覇した。初優勝時は51歳だった。また1998〜2002年のクロスカントリーラリー・ワールドカップも5連覇するなど一時代を築いた。この頃のシュレッサー・バギーにはメガーヌの名前が与えられた。自身の名を冠したマシンでダカールおよびワールドカップを制したのは今日までシュレッサーだけである。
2000年にはマスター・ラリー・イン・ロシアで背骨を2本骨折していたが、3ヶ月後に鎮痛剤を打って出場したUAEデザートチャレンジで勝利した。
2002年ダカールでは燃費の良さによる軽量化を見込んで、200馬力/400Nmの『dci』ディーゼルエンジンを採用し、『カングー』の名をつけて参戦した。シュレッサーとステファン・アンラールがディーゼル、ホセ・マリア・セルビアがガソリンのままという布陣だった）が、3台ともエンジンのトラブルによりリタイアした。中でもシュレッサーのマシンは出火によりマシンが全焼した。危険な目に遭ったシュレッサーは、エンジンの問題点を徹底的に追及したが、あまりに執拗すぎたのか、ルノーからの支援の打ち切りにあってしまった。なんとかフォードの協力を取り付けて活動を継続するが、同年以降はメーカー系ワークスのプロトタイプ車両が認められて三菱がパワーアップした上、強力なライバル（フォルクスワーゲン、日産、X-raid BMWなど）が急増し、シュレッサーは苦戦するようになった。2005年ダカールは資金不足で1台体制を強いられた。
それでも2004年は総合3位、2006年は2001年以来のステージ優勝を飾って総合6位。2007年は三菱勢に次ぐ総合3位と、トップコンテンダーの地位を死守し続けた。また2WDクラスでの強さは相変わらずで、2004、2006、2007年にクラス1位となっている。
2003年をもって、ホセ・マリア・セルビアの支援に注力するため、自身のワールドカップへのフル参戦は一旦終了している。
2008年のダカール・ラリー開催は安全上の理由で中止となった。ダカールは新天地を求めて南米へ動くが、以前からダカールが個人主義的で危険だが神秘に溢れた大冒険ではなく、整った設備・人・車両を大量に揃えたワークスチームが大挙して神秘性が失われたことを嘆いていたシュレッサーは、元ダカール四輪王者のルネ・メッジとともに、古き良きダカールの雰囲気を味わえる「アフリカ・エコレース」を立ち上げ、以降はそちらを主戦場とすることとなった。シュレッサー・バギーは2014年まで同レースを制覇し続けた。
またシュレッサーはワールドカップに復帰し、2011〜2013年に2WDカップ獲得や、2013年シルクウェイ・ラリー総合優勝などエコレース以外での活躍も見せた。
現在はコンストラクターとしての活動は行っておらず、2007年大会がシュレッサー最後のダカールとなった。シュレッサー・バギーのダカールにおける通算イベント勝利数は2回、通算ステージ勝利数は30回で、うちシュレッサー自身による勝利はそれぞれ2回、15回だった。
シュレッサーは上記のようなラリーレイドの活躍ぶりから、『デザート・フォックス（砂漠のキツネ）』の異名を取った。また2002年の文献では『ニースの魔術師（sorcier niçois）』というあだ名も確認できる。

## エピソード

### 増岡浩との確執
2001年ダカール・ラリー最終日直前の第19ステージで、メディアから「忠実な副官」と呼ばれたホセ・マリア・セルビア共々、シュレッサーは本来のスタート順を無視。大量リードで総合首位だった三菱自動車の増岡浩より先にスタートし、動揺を狙う作戦に出た。増岡はセルビアを抜くために道を少し外れて追い抜くことには成功するが、この時切り株に衝突し足回りを壊してストップしてしまい、僚友ジャン＝ポール・フォントネの救助を待たねばならなくなった。
増岡のナビのパスカル・マイモンは大いに怒り狂い、足回りの破損を確認する前に走行中のセルビアのマシンの前に身を投げて止めようとしたり、その後足回りを確認するやヘルメットを外して思い切り投げつけたりと、ステージ中にもかかわらず大暴れした。
この一件は伏線があり、「マラソンステージ（当時はロードブックが無い代わり、GPSを頼りに複数のチェックポイントを通過するのが義務となるルール。チェックポイント同士を繋ぐ理想の直線的ルートを5km以上逸脱するとペナルティとなる）」となった第9ステージで、「誰にも抜かれていないのに、第3ポイントで8分先行していたのが第4ポイントで4分遅れになっていた」「三菱に恨みはないが、ルールは厳格に適用してほしい」というシュレッサーの抗議が認められ、チェックポイント不通過の増岡・クラインシュミットに30分のタイムペナルティが課された。また第17ステージでクラインシュミットは追いついたシュレッサーにクラクションを鳴らされても、目があっても道を譲らず、「20分をロスした」とシュレッサーは怒っていた。シュレッサーは第19ステージ前日に、「明日、全てが決まる」という意味深な言葉を残していた。
件のシュレッサー勢のフライングスタートに対して、主催者はその場で4分早くスタートしたセルビアに4分のタイム加算ペナルティを課したが、この4分がなんと増岡のタイムに加算されてしまうという計時ミスがあり、FIAがフランス自動車連盟（FFSA）の指摘により気づいた時はすでに3月で、抗議で結果が覆る状況ではなかった。増岡はマシンを直して最終的に2分39秒差の総合2位でゴールしていたので、この計時ミスが無ければ優勝していたはずだった。
記録上の優勝は増岡の同僚のユタ・クラインシュミットとなった。これは女性として初のダカール制覇となった。クラインシュミットはシュレッサーの元恋人だったため様々な憶測を呼んだが、シュレッサーは「一度もステージ勝利していない彼女は勝利に値しない」などの発言をした上、「ダカールはまだ男の世界だ」とまで言い切った。
増岡は理不尽な敗北にもかかわらず健気で、計時ミスが覆らないと決まった後も「良い経験になった、誰にも負けない自信がついた」と語り、翌年に大願を成就することになる。
なおシュレッサー・バギーの2台は「スポーツマンシップに反する行為」として、早くスタートした分に加えて1時間のタイム加算ペナルティをそれぞれ受けたが、規則の穴を突いたつもりでいたシュレッサーは「規則を正しく適用していない」と不服を申し立て、表彰式を欠席している。後にFIAにおける控訴審で訴えが退けられた後も「私はこのレースの精神的な勝利者だ」「彼らは私に勝たせないようにしている」「自分の敗因はラリースチュワードだ」「欧州ステージで三菱が同じことをやった時は罰せられなかった」などと言って憚らなかった。
両者の確執は終わらず、2002年のクロスカントリーラリー・ワールドカップのモロッコ・ラリーでは、坂の上りでスタックして作業中であった増岡のマシンのリアに衝突。再スタートをする際に、増岡のナビのアンドレアス・シュルツの両足を轢いた。幸い、主催者のヘリで駆けつけた医師が応急手当をして事なきを得た。シュレッサーは「砂丘の陰で見えなかった」と弁明しているが、増岡は「シュレッサーは下を向いて止まっていたので、シュルツが見えていたはずだよ」と反論している。

### 唯一のF1出走
F1で唯一の決勝出走となった1988年イタリアGPはトップを走るマクラーレン・ホンダのアイルトン・セナとラスト2周のところで接触した。
事故当時シュレッサーは周回遅れで、セナに追われている時にシケインの侵入でブレーキをロックさせた。しかしここではセナに譲る気が無く（狭いシケインで行き場所がなかったため）走行ラインに復帰しようとしたが、行けると判断したセナとシュレッサーは接触。セナはリタイア（10位完走扱い）、自身は2LAP遅れの11位となった。
このアクシデントは結果としてマクラーレン・ホンダのシーズン全勝を阻み、またエンツォ・フェラーリの死を悼むイタリア国民が見守る中での劇的なフェラーリ逆転優勝を演出することになり、イタリアのファンからは英雄のような扱いを受けたり、「名誉イタリア人」などと揶揄されることもある。シュレッサーといえばスポーツカーやラリーレイドの栄光よりも、この不名誉な出来事を思い浮かべるレースファンは多い。
セナはシュレッサーの状況に理解を示しており、二人の関係は以後も良好で、モナコでしばし会う仲だったという。
なお叔父のジョー・シュレッサーはホンダF1第一期でRA302をドライブして事故死しており、これと因縁付けて語られることもしばしある。

### 女性関係
テニス選手ビョルン・ボルグの元妻でテニス選手のマリアナ・シオミネスクと4年間だけ事実婚の間柄だった。彼女との間には息子のアンソニーをもうけた。
前述の通りクラインシュミットとは恋人でありチームメイトだったが、彼女が三菱と交渉していたのをきっかけに破局した。破局後クラインシュミットは、シュレッサーの自信過剰なところを非難した。欧州のマスコミの中には、彼らのダカールの栄光よりも痴話ばかりを面白おかしく書きたてるものもあった。
2021年7月に妻の不倫相手の男性に対し武器による暴力を働いた（コートの中から拳銃を見せて脅した）として、男性の妻による告訴で逮捕され、2日間拘留された。翌8月の裁判では武器所持については有罪となり（シュレッサーは30〜40年も前から家にあったものだと主張している）、執行猶予6ヶ月の懲役刑と1万ユーロの罰金刑となったが、暴力行為については男性の妻の虚偽であったと認められ無罪となった。

### 人脈
勝利に執着する一方レースを離れれば陽気な性格でもあり、フランス人レーサーや、ラリーレイドのプライベーターを中心に幅広い人脈を持った。アフリカ・エコレースの立ち上げもその結果の一つである。
SMGを率いるフィリップ・ガッシェはシュレッサーの発案・技術供与により、2007年にレンタル用の一人乗りバギーカーを製造した。
近年2WDクラスで実績を残しているオプティマス・バギーを製造する、フランスのコンストラクターのMDラリースポーツの創設者アントワーヌ・モレルは、初めてバギーを作る際にシュレッサーに電話で相談した。モレルが「ホンダの自然吸気2リッターエンジンでバギーを作るつもりだ」と言うと「うまくいかないだろう」と返されたが、無視して作りきったと笑いながら語っている。
現在2WDバギーでダカールに参戦するフランス人のマティウ・セラドリは、四輪転向時にバギー製造の支援をしてくれたシュレッサーを師と仰いでいる。
菅原義正はアフリカ・エコレースに初参戦するにあたり、まずシュレッサーに会いに行った。シュレッサーは快く彼を迎え入れ、菅原は彼と話してるうちに彼のティエリー・サビーヌの精神を大事にする姿勢に感銘を受け、シュレッサーの依頼もあって同レースの日本事務局を作ることを決意したという。

### 映画出演
フランス映画『TAXi』シリーズでスタントドライバーとして制作に携わっている（『TAXi3』まで）。また、『TAXi2』では冒頭でプジョー・306 Maxi キットカー（F2キットカー規定のラリーカー）をドライブするシーンが見られる。
またTAXI3にても、国家憲兵隊の高速道路警備隊のランサーエボリューションVIIの運転手役として出演している。
ダカール・ラリーが舞台のフランスの映画『ル・ブレ』では自製のバギーで出演している。

## レース戦績

### 世界スポーツカー選手権
| 年     | エントラント                                | クラス    | シャシー                | エンジン                         | 1       | 2      | 3       | 4       | 5       | 6       | 7       | 8       | 9       | 10    | 11    | 12      | 13  | 14  | 15  | 順位  | ポイント  |
| ------ | ------------------------------------------- | --------- | ----------------------- | -------------------------------- | ------- | ------ | ------- | ------- | ------- | ------- | ------- | ------- | ------- | ----- | ----- | ------- | --- | --- | --- | ----- | --------- |
| 1977年 | KWS・フライツァイト・レーシング・チーム・77 | Div.1     | フォード・エスコート    | フォード 2.0 L4                  | DAY     | MUG    | SIL     | NÜR Ret | GLN     | MOS     | BRH     | HOC     | VAL     |       |       |         |     |     |     | -     | -         |
| 1979年 | ジャック・ゲラン                            | GT +2.0   | ポルシェ・911SC         | ポルシェ 3.0 F6                  | DAY     | MUG    | DIJ 15  | SIL 7   | NÜR     | PER     | GLN     |         |         |       |       |         |     |     |     | -     | -         |
| 1979年 | ジェラルド・ブレイニー                      | GT +2.0   | ポルシェ・911SC         | ポルシェ 3.0 F6                  |         |        |         |         |         |         |         | BRH 13  | VAL     |       |       |         |     |     |     | -     | -         |
| 1980年 | ジャック・ゲラン                            | GT +2.0   | ポルシェ・934           | ポルシェ 3.0 F6 t                | DAY     | BRH 16 | MUG 9   | MNZ     | SIL     | NÜR     | LMS     | GLN     | MOS     | VAL   | DIJ   |         |     |     |     | -     | -         |
| 1981年 | ジャン・ロンドー                            | GTP 3.0   | ロンドー・M379          | フォード・コスワース DFV 3.0 V8  | DAY     | SEB    | MUG     | MNZ     | RSD     | SIL     | NÜR     | LMS 2   | PER     | DAY   | GLN   |         |     |     |     | 112位 | 20        |
| 1981年 | KWS・モータースポーツ                       | serT +2.5 | フォード・カプリ        | フォード 3.0 V8                  |         |        |         |         |         |         |         |         |         |       |       | SPA Ret | MOS | ROA | BRA | 112位 | 20        |
| 1982年 | BASF・カセッテン・チーム・GS・スポーツ      | C         | ザウバー・SHS C6        | コスワース DFL 4.0 V8            | MNZ     | SIL    | NÜR     | LMS Ret | SPA     | MUG     | FUJ     | BRH     |         |       |       |         |     |     |     | NC    | 0         |
| 1983年 | ジョン・フィッツパトリック・レーシング      | C         | ポルシェ・956           | ポルシェ Type 935 2.6 F6 t       | MNZ     | SIL    | NÜR     | LMS 10  | SPA     | FUJ     | KYA     |         |         |       |       |         |     |     |     | 93位  | 1         |
| 1984年 | ニュー・マン・ヨースト・レーシング          | C1        | ポルシェ・956           | ポルシェ Type 935 2.6 F6 t       | MNZ     | SIL    | LMS Ret | NÜR     | BRH     | MOS     | SPA     | IMO     | FUJ     | KYA   | SAN   |         |     |     |     | NC    | 0         |
| 1985年 | ジョン・フィッツパトリック・レーシング      | C1        | ポルシェ・962C          | ポルシェ Type 935 2.6 F6 t       | MUG     | MNZ    | SIL     | LMS DNQ | HOC     |         |         |         |         |       |       |         |     |     |     | NC    | 0         |
| 1985年 | TWR・ジャガー                               | C1        | ジャガー・XJR-6         | ジャガー 6.2 V12                 |         |        |         |         |         | MOS 3   | SPA Ret | BRH Ret | FUJ     | SHA   |       |         |     |     |     | NC    | 0         |
| 1986年 | TWR・ジャガー                               | C1        | ジャガー・XJR-6         | ジャガー 6.5 V12                 | MNZ Ret | SIL 7  |         | NOR 17  | BRH 4   | JER Ret | NÜR Ret | SPA 5   | FUJ 17  |       |       |         |     |     |     | 20位  | 22        |
| 1986年 | TWR・ジャガー                               | C1        | ジャガー・XJR-6         | ジャガー 6.0 V12                 |         |        | LMS Ret |         |         |         |         |         |         |       |       |         |     |     |     | 20位  | 22        |
| 1987年 | コウロス・レーシング                        | C1        | ザウバー・C9            | メルセデス・ベンツ M117 5.0 V8 t | JAR     | JER    | MNZ     | SIL     | LMS     | NOR     | BRH     | NÜR     | SPA 7   | FUJ   |       |         |     |     |     | 47位  | 4         |
| 1988年 | チーム・ザウバー・メルセデス                | C1        | ザウバー・C9            | メルセデス・ベンツ M117 5.0 V8 t | JAR 1   | JER 2  | MNZ 2   | SIL 2   | LMS     | BRN 1   | BRH 3   | NÜR 1   | SPA 3   | FUJ 5 | SAN 1 |         |     |     |     | 2位   | 208 (259) |
| 1989年 | チーム・ザウバー・メルセデス                | C1        | ザウバー・C9            | メルセデス・ベンツ M119 5.0 V8 t | SUZ 1   | DIJ 2  | JAR 1   | BRH 3   | NÜR 1   | DON 1   | SPA Ret | MEX 1   |         |       |       |         |     |     |     | 1位   | 115 (127) |
| 1990年 | チーム・ザウバー・メルセデス                | C         | メルセデス・ベンツ C9   | メルセデス・ベンツ M119 5.0 V8 t | SUZ 1   |        |         |         |         |         |         |         |         |       |       |         |     |     |     | 1位   | 49.5      |
| 1990年 | チーム・ザウバー・メルセデス                | C         | メルセデス・ベンツ C11  | メルセデス・ベンツ M119 5.0 V8 t |         | MNZ 1  | SIL Ret | SPA 8   | DIJ 1   | NÜR 1   | DON 1   | CGV 1   | MEX DSQ |       |       |         |     |     |     | 1位   | 49.5      |
| 1991年 | チーム・ザウバー・メルセデス                | C2        | メルセデス・ベンツ C11  | メルセデス・ベンツ M119 5.0 V8 t | SUZ 2   | MNZ 3  | SIL 4   | LMS Ret |         |         |         |         |         |       |       |         |     |     |     | 7位   | 45        |
| 1991年 | チーム・ザウバー・メルセデス                | C1        | メルセデス・ベンツ C291 | メルセデス・ベンツ M291 3.5 F12  |         |        |         |         | NÜR Ret | MAG Ret | MEX Ret | AUT 5   |         |       |       |         |     |     |     | 7位   | 45        |

- 太字はポールポジション、斜字はファステストラップ。(key)

### ル・マン24時間レース
| 年     | チーム                                                                                | コ・ドライバー                                      | 車両                                    | クラス  | 周回数 | 総合 順位 | クラス 順位 |
| ------ | ------------------------------------------------------------------------------------- | --------------------------------------------------- | --------------------------------------- | ------- | ------ | --------- | ----------- |
| 1981年 | ジャン・ロンドー                                                                      | ジャッキー・ハラン フィリップ・ストレイフ           | ロンドー・M379 - フォード・コスワース   | GTP 3.0 | 340    | 2位       | 1位         |
| 1982年 | BASF・カセッテン・チーム・GS・スポーツ                                                | ハンス＝ヨアヒム・スタック ディーター・クエスター   | ザウバー・SHS C6 - フォード・コスワース | C       | 76     | DNF       | DNF         |
| 1983年 | プレストン・ヘン・T-バード・スワップ・ショップ ジョン・フィッツパトリック・レーシング | プレストン・ヘン クロード・バロット＝レナ           | ポルシェ・956                           | C       | 327    | 10位      | 10位        |
| 1984年 | ニュー・マン・ヨースト・レーシング                                                    | ステファン・ヨハンソン マウリシオ・デ・ナルヴァエス | ポルシェ・956                           | C1      | 170    | DNF       | DNF         |
| 1985年 | ジョン・フィッツパトリック・レーシング                                                | ケネス・アチソン ダドリー・ウッド                   | ポルシェ・962C                          | C1      | -      | DNQ       | DNQ         |
| 1986年 | シルク・カット・ジャガー トム・ウォーキンショー・レーシング                           | デレック・ワーウィック エディ・チーバー             | ジャガー・XJR-6                         | C1      | 239    | DNF       | DNF         |
| 1989年 | チーム・ザウバー・メルセデス                                                          | ジャン＝ピエール・ジャブイーユ アラン・クーディニ   | ザウバー・C9 - メルセデス               | C1      | 378    | 5位       | 5位         |
| 1991年 | チーム・ザウバー・メルセデス                                                          | ヨッヘン・マス アラン・フェルテ                     | メルセデス・ベンツ C11                  | C2      | 319    | DNF       | DNF         |

### フランス・フォーミュラ3選手権
| 年     | エントラント         | シャーシ       | エンジン       | 1     | 2      | 3     | 4       | 5       | 6       | 7     | 8     | 順位 | ポイント |
| ------ | -------------------- | -------------- | -------------- | ----- | ------ | ----- | ------- | ------- | ------- | ----- | ----- | ---- | -------- |
| 1978年 | KWSモータースポーツ  | シェブロン B37 | トヨタ・2T-G   | ZAN   | ZOL    | MON 6 | DIJ     | LEC 7   | MAG     | DON   |       | 位   |          |
| 1979年 | Jean-Louis Schlesser | マーチ 793     | トヨタ・2T-G   | ZOL   | MAG    | DIJ   | MON 7   | JAR     | LAC Ret | ALB 6 |       | 6位  | 12       |
| 1980年 | マールボロ・フランス | マーチ 793     | アルファロメオ | NOG 2 |        |       |         | ROU Ret | LEC Ret |       | BUG 4 | 4位  | 55       |
| 1980年 | マールボロ・フランス | マーチ 803     | アルファロメオ |       | MAG 13 | DIJ 7 | LAC Ret |         |         | NOG 4 |       | 4位  | 55       |

### ヨーロピアン・フォーミュラ3選手権
| 年     | エントラント         | シャシー         | エンジン       | 1       | 2       | 3      | 4       | 5       | 6       | 7     | 8      | 9       | 10      | 11    | 12     | 13      | 14    | 15      | 16      | Pos. | Pts |
| ------ | -------------------- | ---------------- | -------------- | ------- | ------- | ------ | ------- | ------- | ------- | ----- | ------ | ------- | ------- | ----- | ------ | ------- | ----- | ------- | ------- | ---- | --- |
| 1976年 | Team Modus           | Modus M1         | トヨタ・2T-G   | NÜR     | ZAN     | MAN    | AVU     | PER     | MNZ     | CET 6 | KAS    | KNU     | VLL     |       |        |         |       |         |         | 23位 | 1   |
| 1977年 | KWSモータースポーツ  | シェブロン・B38  | トヨタ・2T-G   | LEC Ret | NÜR Ret | ZAN    | ZOL DNQ | ÖST     | IMO     | PER   | MNZ    | CET Ret | KNU     | KAS   | DON 13 | JAR     | VLL   |         |         | NC   | 0   |
| 1978年 | KWSモータースポーツ  | シェブロン・B38  | トヨタ・2T-G   | ZAN     | NÜR     | ÖST 14 | ZOL 7   | IMO     | NÜR Ret | DIJ 8 | MNZ    | PER     | MAG 4   | KNU   | KAR    | DON DNQ | KAS   | JAR Ret | VLL DNQ | 20位 | 3   |
| 1980年 | マールボロ・フランス | マーチ・803      | アルファロメオ | NÜR     | ÖST     | ZOL    | MAG 13  | ZAN     | LAC Ret | MUG   | MNZ    | MIS     | KNU     | SIL   | JAR 8  | KAS     | ZOL   |         |         | NC   | 0   |
| 1981年 | オレカ               | マルティニ・Mk34 | アルファロメオ | VLL 6   | NÜR 4   | DON 12 | ÖST 13  | ZOL Ret | MAG 5   | LAC 5 | ZAN 12 | SIL 20  | CET Ret | MIS 3 | KNU 4  | JAR Ret | IMO 4 | MUG     |         | 7位  | 18  |

### ヨーロピアン・フォーミュラ2選手権
| 年     | エントラント                 | シャシー       | エンジン  | 1   | 2   | 3   | 4   | 5      | 6       | 7     | 8     | 9   | 10    | 11    | 12     | 13      | 順位 | ポイント |
| ------ | ---------------------------- | -------------- | --------- | --- | --- | --- | --- | ------ | ------- | ----- | ----- | --- | ----- | ----- | ------ | ------- | ---- | -------- |
| 1982年 | マウラー・モートルシュポルト | マウラー・MM82 | BMW M12/7 | SIL | HOC | THR | NÜR | MUG 14 | VLL Ret | PAU 8 | SPA 7 | HOC | DON 8 | MAN 7 | PER 14 | MIS Ret | NC   | 0        |

- 太字はポールポジション、斜字はファステストラップ。(key)

### フォーミュラ1
| 年     | エントラント | シャシー | エンジン                        | 1   | 2   | 3       | 4   | 5   | 6   | 7   | 8   | 9   | 10  | 11  | 12     | 13  | 14  | 15  | 16  | WDC | ポイント |
| ------ | ------------ | -------- | ------------------------------- | --- | --- | ------- | --- | --- | --- | --- | --- | --- | --- | --- | ------ | --- | --- | --- | --- | --- | -------- |
| 1983年 | RAM          | 01       | フォード・コスワース DFV 3.0 V8 | BRA | USW | FRA DNQ | SMR | MON | BEL | DET | CAN | GBR | GER | AUT | NED    | ITA | EUR | RSA |     | NC  | 0        |
| 1988年 | ウィリアムズ | FW12     | ジャッド CV 3.5 V8              | BRA | SMR | MON     | MEX | CAN | DET | FRA | GBR | GER | HUN | BEL | ITA 11 | POR | ESP | JPN | AUS | NC  | 0        |

- 太字はポールポジション、斜字はファステストラップ。(key)

### イギリス・サルーンカー選手権
| 年     | チーム                     | 車両                     | クラス | 1   | 2   | 3   | 4   | 5     | 6   | 7   | 8   | 9   | DC   | ポイント | クラス 順位 |
| ------ | -------------------------- | ------------------------ | ------ | --- | --- | --- | --- | ----- | --- | --- | --- | --- | ---- | -------- | ----------- |
| 1986年 | TWR - ハービー・クリップス | ローヴァー・ヴァイテッセ | A      | SIL | THR | SIL | DON | BRH 2 | SNE | BRH | DON | SIL | 20位 | 7        | 7位         |

- 太字はポールポジション、斜字はファステストラップ。(key)

### 旧ドイツツーリングカー選手権
| 年     | チーム                   | 車両                    | 1     | 2     | 3     | 4     | 5     | 6     | 7     | 8     | 9     | 10    | 11    | 12    | 13    | 14    | 15    | 16    | 17    | 18    | 19    | 20    | 21    | 22    | 23      | 24       | 順位 | ポイント |
| ------ | ------------------------ | ----------------------- | ----- | ----- | ----- | ----- | ----- | ----- | ----- | ----- | ----- | ----- | ----- | ----- | ----- | ----- | ----- | ----- | ----- | ----- | ----- | ----- | ----- | ----- | ------- | -------- | ---- | -------- |
| 1988年 | AMG・モトーレンバウ GmbH | メルセデス・190E 2.3-16 | ZOL 1 | ZOL 2 | HOC 1 | HOC 2 | NÜR 1 | NÜR 2 | BRN 1 | BRN 2 | AVU 1 | AVU 2 | MFA 1 | MFA 2 | NÜR 1 | NÜR 2 | NOR 1 | NOR 2 | WUN 1 | WUN 2 | SAL 1 | SAL 2 | HUN 1 | HUN 2 | HOC 1 7 | HOC 2 10 | 27位 | 21       |

- 太字はポールポジション、斜字はファステストラップ。(key)